# Brooke Medicine Eagle
Brooke "Medicine Eagle" Edwards (Reserva índia Crow, Montana, 1943) és una escriptora, cantant i compositora estatunidenca, especialitzada en les interpretacions de les religions ameríndies. Freqüentment ensenya en tallers New Age i altres esdeveniments.
Edwards va néixer però no es va criar en la reserva Crow de Montana. Va estudiar a la Universitat de Denver i va obtenir una llicenciatura en psicologia i matemàtiques. Després es va doctorar en psicologia a la Universitat de Denver. Reclama ser "d'ascendència sioux i nez percé" i afirma tenir avantpassats de sis nacions ameríndies.
Les experiències vitals i espirituals d'Edwards van ser documentades en un estudi de 1982 sobre les dones ameríndies. Marie Annette Jaimes va descriure Edwards com a "una carismàtica dona medicina" i discutí una visió d'Edwards que representava una "contribució significativa" a la comprensió del lloc de la dona dins de la cultura nativa americana moderna. Segons Jaimes, Edwards és la "neboda-rebesneta del cap Joseph dels Nez Percé" i va estudiar amb Stands Near The Fire, un ancià xeiene del Nord. No obstant això, la tribu Crow, entre d'altres, ha denunciat Edwards. Ha ensenyat Estudis Amerindis a la Universitat Estatal de San Francisco.
Edwards ha estat criticada per alguns grups amerindis que l'han acusat de tergiversar el seu patrimoni i afirmant falsament ser una dona medicina. El 1984 l'American Indian Movement va incloure Edwards entre aquells que considerava responsables d'"un gran atac o robatori" de les cerimònies ameríndies, i en un article de 2001 a la Journal of Religious & Theological Information, Cynthia Snavely connectà Edwards amb l'"apropiació indeguda de l'espiritualitat nativa americana [que] té lloc dins del moviment de l'espiritualitat New Age".

## Discografia
En solitari
- A Gift of Song (1995)
- Visions Speaking (1996)
- Gathering the Sacred Breath (2003)
- Live from the Shaman's Cave (2005)
- For my People (2005)

## Llibres
- Buffalo Woman Comes Singing: The Spirit Song of a Rainbow Medicine Woman (1991) ISBN 978-0-345-36143-1
- The Last Ghost Dance: A Guide for Earth Mages (2000) ISBN 978-0-345-40031-4